# Dactyloscopus heraldi
Dactyloscopus heraldi är en fiskart som beskrevs av Dawson, 1975. Dactyloscopus heraldi ingår i släktet Dactyloscopus och familjen Dactyloscopidae. Inga underarter finns listade i Catalogue of Life.